# Gulkragad manakin
Gulkragad manakin (Manacus vitellinus) är en fågel i familjen manakiner inom ordningen tättingar.

## Utbredning och systematik
Gulkragad manakin delas in i fyra underarter med följande utbredning:
- Manacus vitellinus vitellinus – låglandsområden i Panama till nordvästra Colombia (i söder till sydvästra Cauca)
- Manacus vitellinus amitinus – Escudo de Veraguas Island (utanför norra Panama)
- Manacus vitellinus milleri – norra Colombia, Río Sinú och nedre Caucafloden
- Manacus vitellinus viridiventris – västra Colombia, väster om västra Anderna och östra sidan i övre Cauca

Vissa behandlar den som en del av munkmanakin (Manacus manacus).

## Status och hot
Arten har ett stort utbredningsområde, men tros minska i antal, dock inte tillräckligt kraftigt för att den ska betraktas som hotad. Internationella naturvårdsunionen IUCN listar arten som livskraftig (LC). Beståndet uppskattas till i storleksordningen 50 000 till en halv miljon vuxna individer.